# Noah Atubolu
Noah Atubolu (Friburgo, 25 de mayo de 2002) es un futbolista alemán que juega en la demarcación de portero para el S. C. Friburgo de la Bundesliga.

## Biografía
Tras formarse como futbolista en el Sportfreunde Eintracht Freiburg, finalmente en 2015 pasó a la disciplina del S. C. Friburgo. Allí empezó a subir de categoría hasta que en 2020 debutó con el segundo equipo. Hizo su debut contra el VfR Aalen en un partido de la Regionalliga el 16 de septiembre de 2020. Una temporada después, la 2021-22, subió al primer equipo, formando parte de la plantilla de porteros.

## Selección nacional
Ha jugado en distintas categorías de la selección germana de fútbol, teniendo seis apariciones en la sub-17, una en la sub-19, dos en la sub-20 y ha llegado a ser convocado con la sub-21.
Debido a su ascendencia, la Federación de Fútbol de Nigeria ha intentado convencerlo de que vista la camiseta del país africano. El director técnico de la selección nigeriana en ese momento, el portugués José Peseiro, declaró a la prensa que convencer a Atubolu de nacionalizarse no sería sencillo.

## Clubes
| Club              | País     | Año       | Partidos | Goles |
| ----------------- | -------- | --------- | -------- | ----- |
| S. C. Friburgo II | Alemania | 2020-2023 | 81       | 0     |
| S. C. Friburgo    | Alemania | 2021-     | 75       | 0     |